# Metavelifer multiradiatus
Metavelifer multiradiatus – gatunek morskiej ryby z rodziny Veliferidae, jedyny przedstawiciel rodzaju Metavelifer.

## Występowanie
Ocean Indyjski i Ocean Spokojny (Australia, Hawaje, Japonia, Mozambik, Nowa Kaledonia i Nowa Zelandia)

## Długość ciała
Dorasta do 28 cm długości.